# 林家ばん平
林家 ばん平（はやしや ばんぺい、1948年11月18日 - ）は、元落語家。

## 経歴
- 1967年6月 - 初代林家三平門下に入門。「ばん平」となる。
- 1971年11月 - 二ツ目昇進[1]。
- 1982年4月 - 三遊亭小歌、初代月の家小圓鏡、柳家さん枝、林家えび蔵、金原亭駒三と共に真打昇進[1]。
- 1987年8月 - 廃業。[2]
  - 雑誌『落語 1988年第27号特大号』の「最新東西全落語家名鑑」コーナーに名前は記載されているが顔写真は空白となっており、「昭和62年8月脱会、廃業。」とのみ記載されている。
  - 借金を原因とする大しくじりにより破門されたとされている。

## 人物
- タレントとしても顔が売れていた。
- 立川談之助によると「高座も漫談やライトな古典で面白かった」とのこと。
- 個人事務所の運営や西川口で居酒屋を経営するなど、実業家としての側面もあった[1]。

### 趣味
- 漫画を描くこと
  - 手ぬぐいの似顔絵も自分の筆で描いていた。
- ドラムを叩くこと